# Eva Michalski
Eva Michalski (ur. 15 grudnia 1989 r.) – niemiecka siatkarka grająca na pozycji środkowej. Obecnie reprezentuje klub TV Fischbek Hamburg.